# Christian Ludwig Brehm

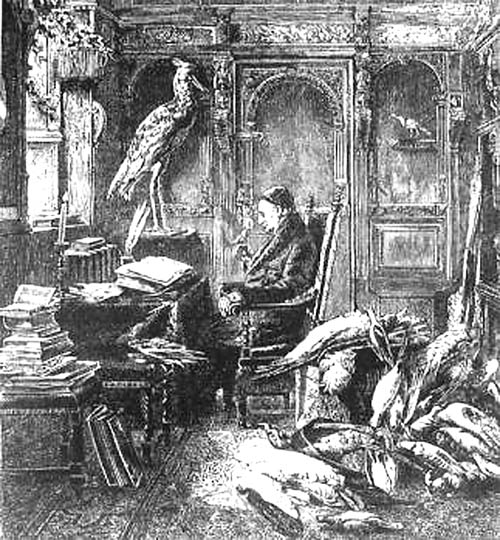

Christian Ludwig Brehm (Schönau vor dem Walde, 1787. január 24. – Renthendorf, 1864. június 23.) német lelkipásztor és ornitológus, ő volt a neves természetkutató, Alfred Brehm apja. Zoológiai szakmunkákban nevének rövidítése: „C. L. Brehm”.

## Élete
Brehm Gotha városa közelében született, egyetemi tanulmányait a jénai egyetemen folytatta. 1813-ban egy Lipcsétől hatvan mérföldnyi távolságra lévő faluba, Renthendorfba kapott lelkészi kinevezést, és ott is maradt haláláig. Lelkipásztori munkája mellett a madarak kutatásával is foglalkozott, Beitrage zur Vogelkunde című, az 1820-as évek elején megjelent művében Németország 104 madárfajáról írt részletes ismertetést, 1831-ben pedig megjelentette az ország madárvilágát átfogóan ismertető kézikönyvét, Handbuch der Naturgeschichte aller Vogel Deutschlands címmel.
Brehm lelkes madárgyűjtő is volt, élete végéig mintegy 15 000 preparátumból álló gyűjteményt állított össze. Egy alkalommal a kollekciót a berlini zoológiai múzeumnak ajánlotta fel, de ez valamiért meghiúsult. Halála után a gyűjtemény a háza padlásán maradt, ahol Otto Kleinschmidt fedezte fel, néhány évvel később. Kleinschmidt rábeszélte Lord Rothschildet a megvásárlására, ezt követően a gyűjtemény Tring város természettudományi múzeumában került elhelyezésre.

## Művei
- C. L. Brehm: Beiträge zur Vögelkunde 3 Bde, ab Bd. 3 in collaboration with W. Schilling – Neustadt a. Orla, 1820–1822
- C. L. Brehm: Lehrbuch der Naturgeschichte aller europäischen Vögel, 2 Bde. – Jena, 1823–1824
- C. L. Brehm: Ornis oder das neueste und Wichtigste der Vögelkunde – Jena, 1824–1827, az első madártani folyóirat
- C. L. Brehm: Handbuch der Naturgeschichte alle Vögel Deutschlands – Ilmenau, 1831
- C. L. Brehm: Handbuch für den Liebhaber der Stuben-, Haus- und aller der Zähmung werthen Vögel – Ilmenau, 1832
- C. L. Brehm: Der Vogelfang – Leipzig, 1836
- C. L. Brehm: Der vollständige Vogelfang – Weimar, 1855
- C. L. Brehm: Die Kunst, Vögel als Bälge zu bereiten – Weimar, 1842
- C. L. Brehm: Die Wartung, Pflege und Fortpflanzung der Canarienvögel – Weimar 1855, 2. Aufl. Weimar 1865, 3. Aufl. Weimar 1872, 4. Auflage Weimar 1883, 5. Aufl. Weimar, 1893
- C. L. Brehm: Die Naturgeschichte und Zucht der Tauben – Weimar, 1857
- E. Baldamus, C.L. Brehm, John Wilhelm von Müller & J.F. Naumann: Verzeichnis der Vögel Europa's. als Tausch-Catalog eingerichtet. – Stuttgart, 1852
- C. L. Brehm: Monographie der Papageien oder vollständige Naturgeschichte aller bis jetzt bekannten Papageien mit getreuen und ausgemalten Abbildungen, im Vereine mit anderen Naturforscher herausgegeben von C.L. Brehm. – Jena & Paris, 1842–1855

## Fordítás
- Ez a szócikk részben vagy egészben  a   Christian Ludwig Brehm című angol Wikipédia-szócikk ezen változatának fordításán alapul.  Az eredeti cikk szerkesztőit annak laptörténete sorolja fel. Ez a jelzés csupán a megfogalmazás eredetét és a szerzői jogokat jelzi, nem szolgál a cikkben szereplő információk forrásmegjelöléseként.